# Biesiekierz
Biesiekierz [bjɛˈɕɛkʲɛʂ] (tiếng Đức: Biziker)  là một ngôi làng thuộc hạt Koszalin, West Pomeranian Voivodeship, ở phía tây bắc Ba Lan. Đó là chỗ ngồi của gmina (khu hành chính) được gọi là Gmina Biesiekierz. Nó nằm khoảng 11 kilômét (7 mi) phía tây nam Koszalin và 125 km (78 mi) về phía đông bắc của thủ đô khu vực Szczecin.
Ngôi làng có dân số 940.